# Wadih Saadeh
Wadih Sa'adeh - Wadih Amine STEPHAN -  (Arabisch: وديع سعادة) (Libanon, 1948) is een Libanees-Australische dichter en journalist.
Sa'adah werkte als journalist in Beiroet, Londen, Parijs en Nicosia, voor hij in 1988 naar Australië verhuisde. Hij was vervolgens werkzaam als hoofdredacteur bij Annahar, een Libanese krant die wordt uitgegeven in Sydney.
Hij publiceerde twaalf bundels met gedichten in het Arabisch, die zijn vertaald in het Engels, Duits, Frans, Spaans en andere talen. Hij nam deel aan verschillende poëziefestivals in Australië en daarbuiten. Sa'adeh wordt door critici gezien als een belangrijk Arabisch dichter.